# Wavves
Wavves is een Amerikaanse lo-fipunkband uit San Diego (Californië).

## Geschiedenis
In 2008 brachten ze een gelijknamig debuutalbum uit, die onder de aandacht kwam van Pitchfork Media. Deze media-aandacht leidde tot een contract bij Fat Possum Records, dat hun tweede album, getiteld Wavvves (met drie v's), in 2009 uitbracht.
Tijdens een optreden op Primavera Sound, in het voorjaar van 2009, ontstond een probleem op het podium vanwege overmatig drugsgebruik van zanger Nathan Williams, dat uitliep op een chaotisch vroegtijdig afgebroken optreden en een vechtpartij met zijn drummer. Daaropvolgend werd de Europese tournee afgezegd en de drummer vervangen.
In de herfst van 2009 begon de band (met een nieuwe drummer) aan een Europese tour.

## Discografie

### Albums
- Wavves (Woodsist, 2008)
- Wavvves (Fat Possum, Bella Union, 2009)
- King of the Beach (Fat Possum, Bella Union, 2010)
- Afraid of Heights (Mom & Pop music, 2013)
- V (Ghost Ramp, 2015)
- You're Welcome (Ghost Ramp, 2015)

### Singles en ep's
- "Weed Demon" / "Beach Demon" (Tic Tac Totally, 2008)
- "So Bored" / "How Are You?" (Young Turks, 2009)
- "California Goths" / "Here's To The Sun" (Fat Possum, 2009)
- "To The Dregs" / "To The Dregs (Version 2)" (PPM, 2009)
- "Post Acid" (Fat Possum, 2010)